# موشه آگامی
موشه آگامی (انگلیسی: Moshe Agami؛ زادهٔ ۱۹۴۷ (۷۷–۷۸ سال)) بازیکن سابق فوتبال اهل اسرائیل است. او بیشتر به خاطر دوران حضورش در تیم مکابی حیفا شناخته شده است.